# Museo Nacional de Daegu

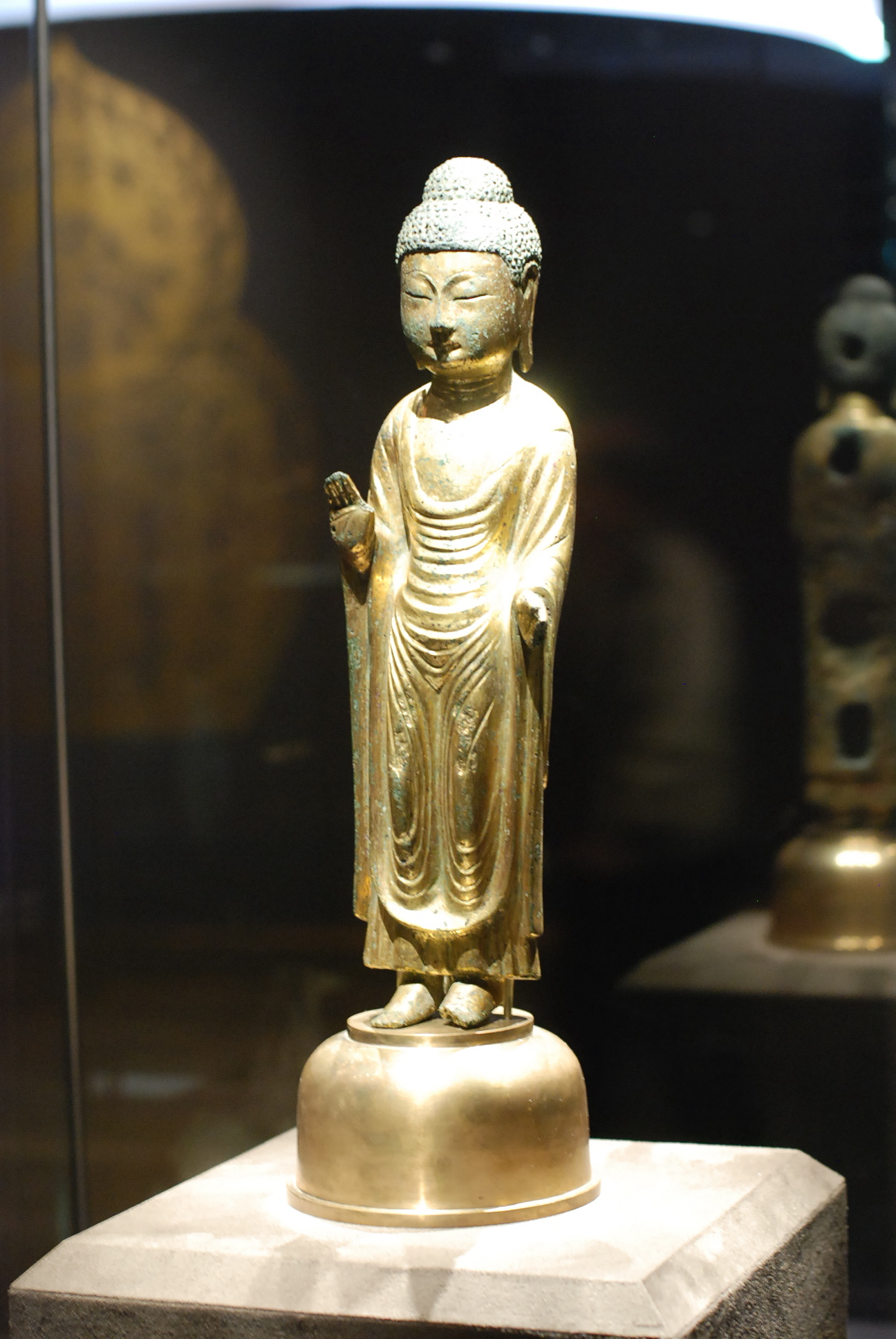
Museo Nacional de Daegu
Hangul: 국립대구박물관

Museo Nacional de Daegu (Hangul: 국립대구박물관) es un museo nacional situado en Daegu, Corea del Sur. Abrió sus puertas el 7 de diciembre de 1994 y tiene aproximadamente 30.000 artefactos. Su colección principal se compone de objetos arqueológicos de Daegu y región Gyeongsangbuk-do. El museo cuenta con tres salas de exposición, una sala especial de exposiciones, sala de estudio, estudio experimento audiovisual y biblioteca. En la "Galería de Arqueología" se puede ver reliquias que van desde el Neolítico hasta la época de los Tres Reinos de Corea (Goguryeo, Baekje y Silla).
En la "Historia de la Galería de Arte" se puede ver y aprender sobre la cultura budista de la provincia de Gyeongsang del Norte. El celadón Goryeo y buncheong también se muestran aquí. El tradicional Folk Life Gallery tiene exhibiciones de la cultura Seonbi y casas tradicionales de Corea. La Galería al aire libre cuenta con una pagoda de piedra de cinco pisos. También hay exposiciones sobre las hierbas de la Medicina Tradicional Coreana.

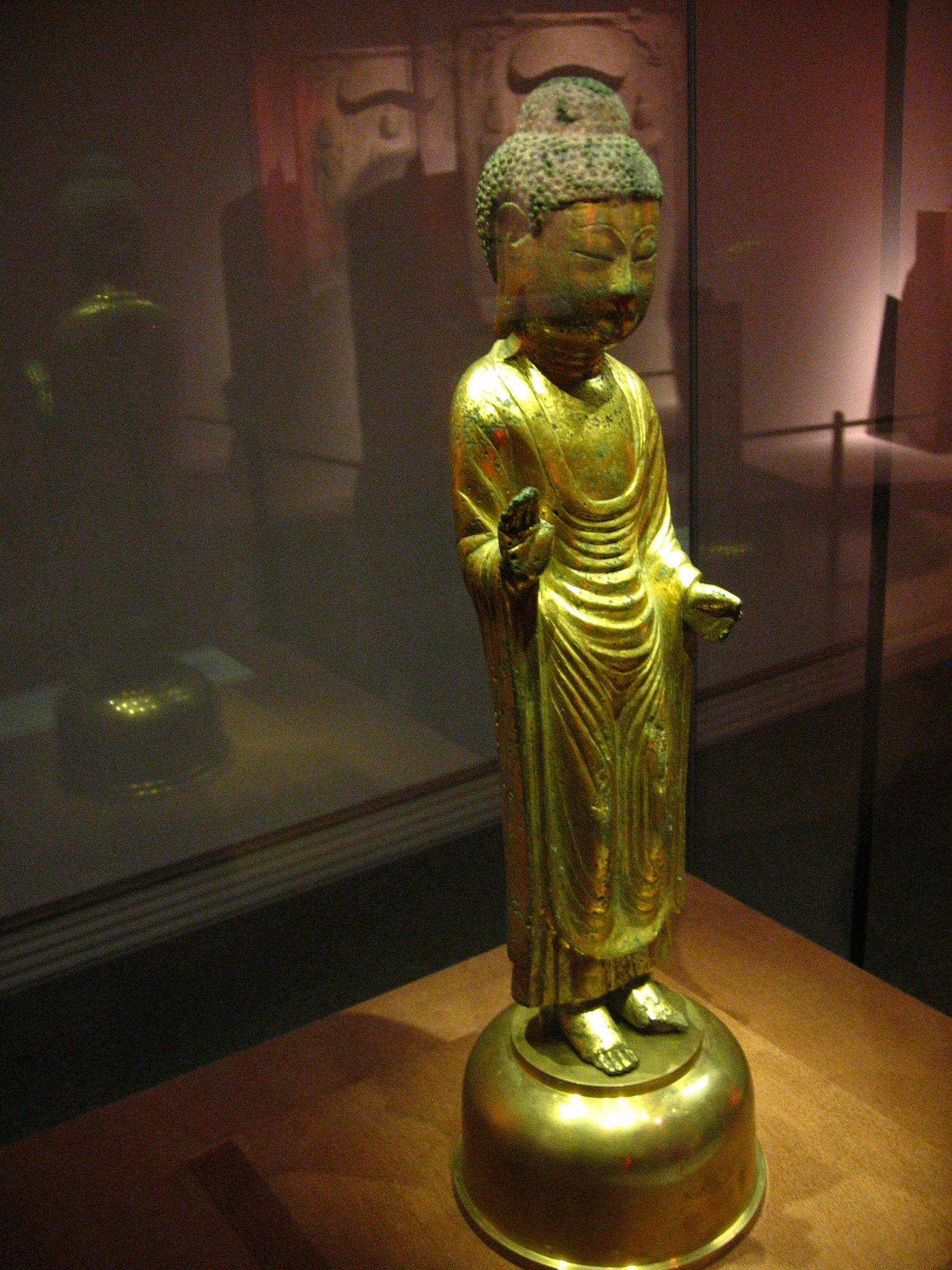
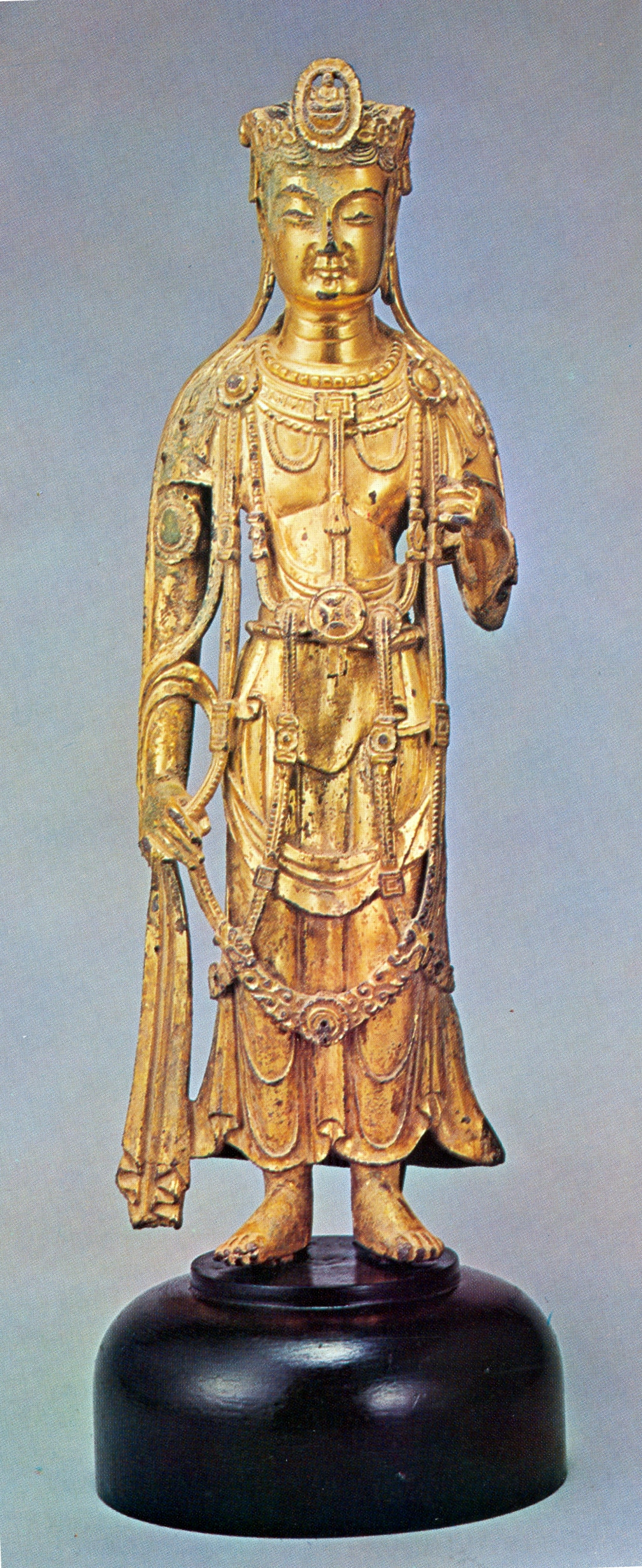
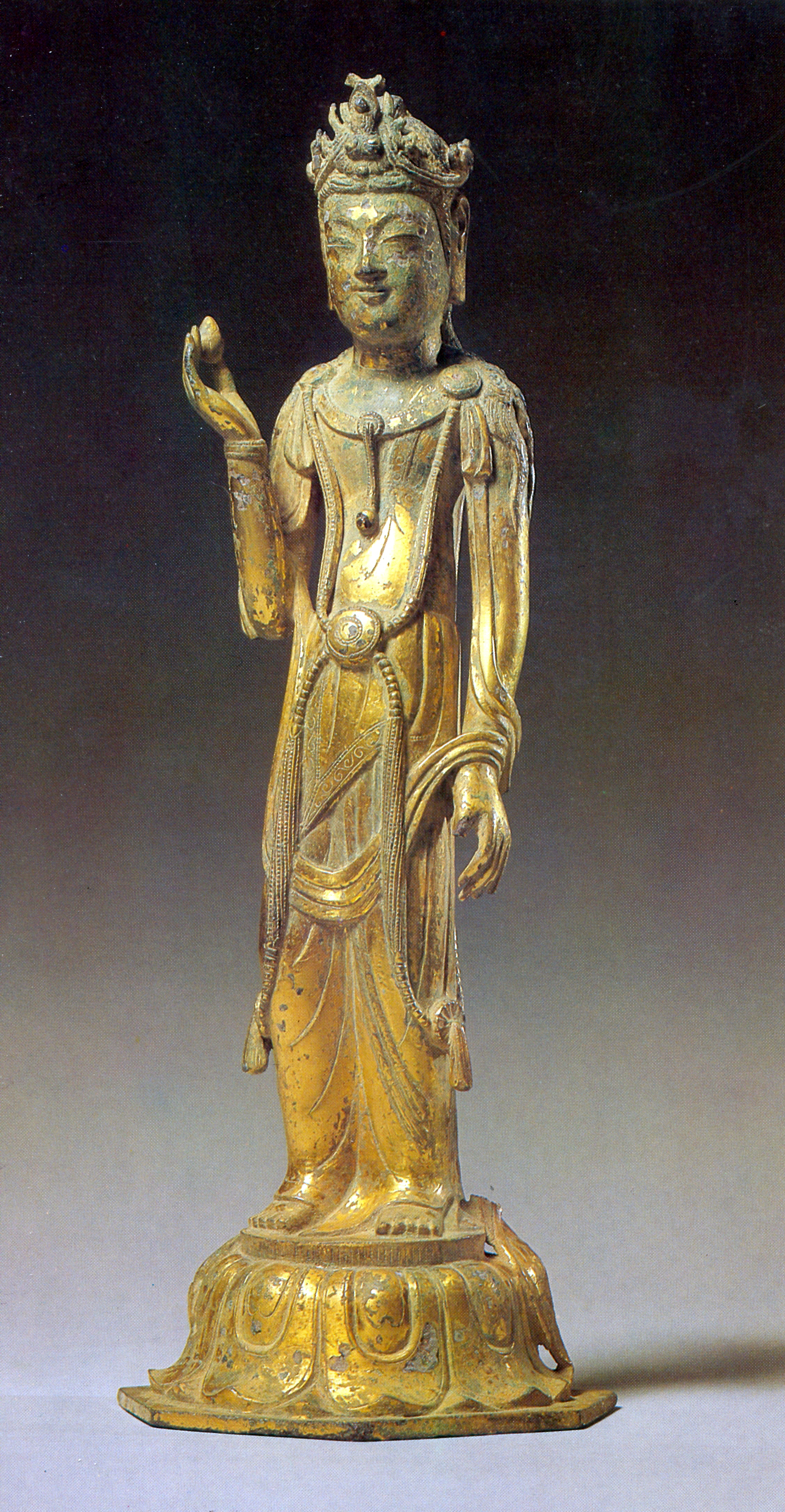